# برونو کورلی
برونو کورلی (ایتالیایی: Bruno Corelli؛ ‏ ۲۰ اوت ۱۹۱۸ – ۱۷ فوریهٔ ۱۹۸۳) بازیگر اهل ایتالیا بود.
از فیلم‌هایی که وی در آن نقش داشته است، می‌توان به زندگی سگی، خودشه… آره! آره!، توتو تارزان و من کاپاتاز هستم اشاره کرد.